# 이관섭
이관섭(李官燮, 1961년 7월 12일 ~, 대구)은 대한민국의 정무직공무원인이다. 2022년 8월, 윤석열 정부의 대통령실이 확대 개편하면서 새롭게 신설된 정책기획수석비서관직에 내정되었다. 2023년 12월에는 김대기 대통령비서실장 후임으로 내정되었고, 2024년 4월 직에서 사퇴하였다.

## 학력
- 경북고등학교
- 서울대학교 경영학 학사
- 하버드대학교 대학원 석사

## 경력
- 1983년 : 제27회 행정고시 합격
- 1984년 : 상공부 행정사무관
- 1996년 4월 ~ 2000년 10월 : 총괄조정관실, 교육문화수석실, 대통령비서실 행정관(서기관)
- 2000년 10월 ~ 2005년 1월 : 산업자원부 디지털전자산업과장
- 2003년 5월 ~ 2005년 1월 : 산업자원부 방사성폐기물팀장
- 2005년 1월 ~ 2006년 4월 : 산업자원부 산업기술정책팀장
- 2006년 4월 ~ 2007년 4월 : 산업자원부 산업기술정책팀장(부이사관)
- 2007년 4월 ~ 2008년 3월 : 기획예산처 공공혁신본부 경영지원단장(고위공무원 나급)
- 2008년 3월 ~ 2009년 9월 : 대통령실 실장 선임행정관
- 2009년 9월 ~ 2010년 1월 : 지식경제부 산업경제정책관
- 2010년 1월 ~ 2011년 5월 : 지식경제부 에너지산업정책관
- 2011년 6월 ~ 2012년 1월 : 한나라당 수석전문위원(고위공무원 가급)
- 2012년 1월 ~ 2013년 3월 : 지식경제부 에너지자원실장
- 2013년 3월 ~ 2013년 4월 : 산업통상자원부 에너지자원실장
- 2013년 4월 ~ 2014년 7월 : 산업통상자원부 산업정책실장
- 2014년 7월 ~ 2016년 8월 : 산업통상자원부 제1차관
- 2016년 11월 ~ 2018년 1월 : 한국수력원자력 사장
- 2017년 1월 : 세계원자력발전사업자협회 회장
- 2019년 3월 ~ 2021년 3월 : 이마트 사외이사 겸 감사위원
- 이마트 사외이사후보 추천위원회 위원장
- 이마트 사회공헌위원회 위원
- 2020년 4월 ~ 2022년 8월: 한반도선진화재단 이사
- 2021년 3월 ~ 2022년 8월: 한국무역협회 상근부회장
- 2022년 8월 ~ 2022년 9월: 대통령비서실 정책기획수석
- 2022년 9월 ~ 2023년 11월: 대통령비서실 국정기획수석
- 국민경제자문회의 당연직위원
- 2023년 11월 ~ 2023년 12월: 대통령비서실 정책실장
- 2023년 12월 ~ 2024년 4월: 대통령비서실장
- 국민경제자문회의 당연직위원

2016년부터 산업통상자원부 산하 한국수력원자력 사장직을 맡다 2018년 1월 사임했다. 그는 당시 신고리원자력발전소 5·6호기 영구 중단을 위한 공론화 과정에서 정부에 반대하는 입장을 취해왔다.